# 可積分系
数学や物理学では、可積分系 (かせきぶんけい、英: integrable systems) と名付けられた様々な考え方が知られている。
微分可能な系の一般論では、フロベニウス可積分性 (Frobenius integrability) が過剰な決定系として知られている。ハミルトン力学系の古典理論では、リウヴィル可積分性 (Liouville integrability) がある。より一般的には、微分方程式の可積分性は、相空間の不変部分多様体による葉層 (foliation) の存在に関係している。これらの考え方の各々は、葉層のアイデアを応用しているが、同じではない。量子力学や統計力学模型の設定には完備可積分性 (complete integrability) や完全可積分性 (exact solvability) という考え方もある。可積分系は、微分作用素の代数幾何学へ引き戻して考える場合もある。

## フロベニウス可積分性 (過剰決定微分方程式系)
微分方程式系は、定義された空間の上に最大積分多様体により葉層を持つとき、フロベニウスの意味で、可積分であると言う。フロベニウスの定理は、系が完全に積分可能であることと、系が外微分形式の下に閉じていることをは同値であることを言っている（微分方程式系の可積分条件の記事には最大積分多様体の葉層について詳しいことがあるので参照）。

## 一般の力学系
微分可能な力学系では、可積分性の考え方は不変な、正規な葉層の存在を意味する。つまり、その葉層は可能な限りの最も小さな次元のフローに対して不変な埋め込まれた多様体である。このように、可積分性の度数という変数の考えは、不変な葉層の葉の次元に依存している。この考え方は、以下で説明するようにリウヴィルの意味で完全可積分性として知られる、ハミルトン力学系の場合に精密化されている。この意味での可積分性が最も頻繁に使われる。
可積分性の考え方は格子のような離散系へも応用可能である (離散可積分系、discrete integrable systems)。この定義は微分方程式や有限の差分方程式の系である発展方程式 (英: Evolution equation)へ適用することができる。
可積分と非可積分な力学系の違いは、規則的な運動 対 カオス運動 の数値的な意味付けを持つので、系が明らかに完全形式に積分することができるどうかという問題を超えた本質的な性質を持っている。

## ハミルトニアン系とリウヴィル可積分性
ハミルトン力学系の特別な設定では、リウヴィル (Joseph Liouville) の意味で可積分性の考え方がある。リウヴィル可積分性 (Liouville integrability) の意味とは、葉層不変量に付随するハミルトンのベクトル場が接空間をはるような相空間の正規な葉層が存在することを言う。言い換えると、ポアソン可換な（つまり、系のハミルトニアンとポアソン括弧が互に可換であり、従って互いに掛け合うと消滅するものが存在する相空間の上の函数である）不変量の最大集合が存在することを言う。
有限次元では、相空間がシンプレクティックな場合（すなわち、ポアソン代数の中心が定数のみからなる）、偶数次元 2n と（ハミルトニアン自身を含む）べき零なポアソン可換不変部分の最大数が n となっているはずである。葉層の葉は、シンプレクティック形式の観点から全等方(totally isotropic)であり、そのような最大で等方な葉層をラグラジアン部分多様体と呼ばれる。全ての主動 (autonomous) なハミルトン系（つまり、ハミルトニアンもポアソン括弧も明確には時間依存ではないような系であり、ハミルトニアン自体がフローに沿ったエネルギーを持っている）は少なくとも一つは不変量を持っている。もしエネルギーレベルがコンパクトであれば、ラグラジアン葉層の葉はトーラスとなり、この葉の上の自然な線型座標は「角度」変数と呼ばれる。標準的な 1-形式のサイクルを作用変数と呼び、結果として得られる標準座標を作用・角変数 (action-angle variables) と呼ぶ（以下を参照）。
超可積分性 (superintegrability) と最大超可積分性の考え方の間の差異のように、リウヴィルの意味の完全可積分性と部分的可積分性の間にも差異がある。本質的には、これらの差異は葉層の葉の次元に対応している。不変量と可換な独立したポアソンの括弧の数が最大よりも小さなとき（しかし、自律係の場合は 1 よりも大きい）、この系を部分的可積分という。さらに汎函数として独立な不変量がポアソンの括弧と交換可能な最大数を超えているとき、従って葉層構造の不変量の葉の次元が n よりも小さいとき、超可積分という。1 次元の正規な葉（曲線）があると、この系は最大超可積分 (maximally superintegrable) という。

## 作用角度変数
有限次元のハミルトン系が、リユーヴィルの意味で完全可積分系であり、エネルギーレベル集合がコンパクトのとき、フローと不変葉層の葉は、トーラスとなる。従って、上に述べたように、相空間の正準座標の特別な集合は、不変トーラスが作用変数の結合レベル集合であるような作用・角変数(action-angle variable)として知られている。従って、これらのハミルトニアンフローの完全集合（運動は固定）をもたらし、角度変数は自然なトーラス上の周期座標である。不変トーラス上のこれらの正準座標で表された運動は、角度変数では線型である。

## ハミルトン–ヤコビのアプローチ
解析力学における正準変換理論では、ハミルトン-ヤコビの方法があり、そこではハミルトン方程式の解は付随するハミルトン-ヤコビ方程式の第一番目の完全解と考えられる。古典的なことばでは、このことは完全に無視できる変数 (completely ignorable variables) となる座標の正準な集まりへの変換を決定すると記述することができる。

## ソリトンと逆散乱法
1960年代の遅く、（浅い水の流れで 1次元非散逸流体力学を記述する）KdV方程式において、強い安定性を持ったソリトンが偏微分方程式の局所化された解として発見された。この発見により、これらの方程式を無限次元可積分であるハミルトン系として見なすことで、古典可積分係への関心が復活した。これらの研究は、そのような「可積分」系に非常に豊富なアプローチをもたらし、逆散乱変換(inverse scattering transform)やより一般的には逆スペクトルの方法として研究された。（リーマン・ヒルベルト問題(Riemann–Hilbert problem)として扱われることも多い。）そこでは、積分方程式の解を通して、フーリエ解析のように局所的な方法が非局所的な線型性へと一般化される。
この方法の基本的なアイデアは、相空間での位置により決定される線型作用素を導入することで、この線型作用素は問題の力学系の下で発展し、（適切に一般化された意味での）スペクトルが不変となるというアイデアである。ある場合には、これが不変量となっていて、運動の積分を完全積分系としている。KdV方程式のような無限自由度の系の場合は、この方法ではリウヴィル可積分性(Liouville integrability)の性質を完全に満たすことはないが、しかし、適切な境界条件を定義すると、スペクトル変換が完全に無視しうる座標への変換であると解釈することができる。そこでは、逆散乱の量が正準座標の二重化した無限集合の半分を構成し、フローがこれらを線型化する。ある意味では、有限個でしかない「位置」変数が角度変数であり、残る部分が非コンパクトとなっているにもかかわらず、このことを作用角度変数への変換とみなすことができる。

## 量子可積分系
量子可積分系(quantum integrable systems)という考え方もある。量子論的な設定では、相空間上の函数がヒルベルト空間上の自己共役作用素に置き換わり、ポアソン可換な函数(Poisson commuting functions)が可換な作用素(commuting operators)へ置き換わる。
量子可積分系を説明するために、自由粒子の設定を考えるとよい。ここに全ての力学は一体（問題）となる。量子系は力学が二体（問題）に還元されるときに積分できると言われる。ヤン・バクスター方程式(Yang-Baxter equation)は、この還元性の結果であり、保存量の無限個の集まりを与えるトレースで同一視することをもたらす。このアイデアの全ては、明白な解を得る代数的ベーテ仮設(Bethe Ansatz)を使うことができる量子逆散乱法(Quantum inverse scattering method)の中に組み込まれている。量子可積分模型の例は、リーブ・リニガー模型(Lieb-Liniger Model)やハバード模型 (Hubbard model)や、量子ハイゼンベルク模型(Heisenberg model)のいくつかの変形がある。

## 完全可解模型
物理学では、完全可解系は、本質的には無限次元の設定であり、完全可解模型または完全可解モデル(exactly solvable models)と呼ばれる。このことは、ハミルトニアンの意味での可積分性とより一般的な力学系の意味との間の区別を不明確なものにしている。
完全可解模型の考え方は統計力学の中にもあり、量子可積分系と古典可積分系の間にはより密接な関係がある。2つの密接に関連する方法：現代的な意味ではヤン・バクスター方程式に基づいたベーテ仮設によるアプローチと、量子逆散乱法は、逆スペクトル法の量子的な類似物である。これら 2つのアプローチは、統計力学での可解模型の研究においては、等しく重要である。

## よく知られている古典可積分系のリスト
1. 古典力学系（有限次元相空間）：
- n 次元の中の調和振動子
- 中心力運動（古典中心力問題の完全解（英語版））
- 2つの中心をもつニュートンの万有引力による運動
- コマ(en:Lagrange, Euler, and Kovalevskaya tops)[14]

2. 可積分格子模型
- 戸田格子（英語版）(Toda lattice)[15]
- ヴォルテラ格子（英語版）(Volterra lattice)

3. 1 + 1 次元のPDEの可積分系
- KdV方程式 (Korteweg–de Vries equation)[16]
- mKdV方程式 (modified Korteweg–de Vries equation)
- サイン・ゴルドン方程式（英語版）(Sine–Gordon equation)
- 非線形シュレディンガー方程式 (Nonlinear Schrödinger equation)[16][17][18]
- AKNS系（英語版） (AKNS[19] system)[20]

4. 2 + 1 次元のPDEの可積分系
- KP方程式(Kadomtsev–Petviashvili equation)[21]
- DS方程式（英語版） (Davey–Stewartson equation)

5. 高次元のPDEの可積分系
- 自己双対ヤン・ミルズ方程式 (Self-dual Yang–Mills equations)
- 接ラックス・ペア可積分系 (Integrable systems with contact Lax pairs[22])

## 定義に関する注意点
ここまで可積分系に関して説明してきたが、可積分系 (特に離散可積分系) に厳密な定義はない。可積分系を厳密に定義することが目標なのである。そのため、人によって定義が異なることもあるし、一口に「可積分系の専門家」といっても人によって学問的バックグラウンドは異なる。これを踏まえた上で、京都大学数理解析研究所で開催される可積分系の研究集会では可積分系をキーワードに、「常微分方程式論、確率論、組み合わせ論、実解析、応用数理、代数幾何学、微分幾何学、数論など幅広い分野の研究者の情報交換」を目的としている。

### 関連分野
- 力学系
- 統計力学
- 解析力学
- 数理物理
- ソリトン
- 可積分アルゴリズム
- パンルヴェ方程式
- 広田の方法
- 佐藤理論

### 研究者

#### 海外
- ピーター・ラックス (ラックス・ペアで知られる)
- 楊振寧

#### 日本
- 戸田盛和
- 広田良吾
- 佐藤幹夫
- 神保道夫
- 三輪哲二
- 薩摩順吉

### 洋書
- V.I. Arnold (1997). Mathematical Methods of Classical Mechanics, 2nd ed.. Springer. ISBN 978-0-387-96890-2
- M. Dunajski (2009). Solitons, Instantons and Twistors,. Oxford University Press. ISBN 978-0-19-857063-9
- L.D. Faddeev, L. A. Takhtajan (1987). Hamiltonian Methods in the Theory of Solitons. Addison-Wesley. ISBN 978-0-387-15579-1
- A.T. Fomenko, Symplectic Geometry. Methods and Applications. Gordon and Breach, 1988. Second edition 1995, ISBN 978-2-88124-901-3.
- A.T. Fomenko, A. V. Bolsinov Integrable Hamiltonian Systems: Geometry, Topology, Classification. Taylor and Francis, 2003, ISBN 978-0-415-29805-6.
- H. Goldstein (1980). Classical Mechanics, 2nd. ed.. Addison-Wesley. ISBN 0-201-02918-9
- J. Harnad, P. Winternitz, G. Sabidussi, eds. (2000). Integrable Systems: From Classical to Quantum. American Mathematical Society. ISBN 0-8218-2093-1
- V.E. Korepin, N. M. Bogoliubov, A. G. Izergin (1997). Quantum Inverse Scattering Method and Correlation Functions. Cambridge University Press. ISBN 978-0-521-58646-7
- V. S. Afrajmovich, V.I. Arnold, Yu S. Il'yashenko, L. P. Shil'nikov. Dynamical Systems V. Springer. ISBN 3-540-18173-3
- G. Mussardo. Statistical Field Theory. An Introduction to Exactly Solved Models of Statistical Physics. Oxford University Press. ISBN 978-0-19-954758-6

### 和書
- 中村佳正、他：「可積分系の応用数理」、裳華房、ISBN 4-7853-1520-2 (2000年6月)。
- 中村佳正：「可積分系の機能数理」、共立出版、ISBN 978-4-320-01804-4 (2006年4月10日)。
- 高崎金久：復刊「可積分系の世界：戸田格子とその仲間」、共立出版、ISBN 978-4-320-11042-7（2013年7月25日）。
- 中村佳正、他：「可積分系の数理」、朝倉書店（解析学百科II）、ISBN 978-4-254-11727-1 (2018年3月20日)。

#### 応用可積分系の文献
- 田中俊一、伊達悦朗：「KdV方程式：非線型数理物理入門」、紀伊國屋書店（1979年7月30日).
- 広田良吾：「直接法によるソリトンの数理」、岩波書店、ISBN 4-00-005676-X（1992年10月12日）.
- Michéle Audin：「コマの幾何学：可積分系講義」、共立出版、ISBN 4-320-01655-6 (2000年3月10日).
- 中村佳正：「可積分系の応用数理」、裳華房、ISBN 4-7853-1520-2 (2000年6月10日).
- 高崎金久：「可積分系の世界：戸田格子とその仲間」、共立出版、ISBN 4-320-01669-6 (2001年3月30日).
- 広田良吾、高橋大輔：「差分と超離散」、共立出版、ISBN 4-320-01729-3 (2003年2月25日).
- 中村佳正：「可積分系の機能数理」、共立出版、ISBN 4-320-01804-4 (2006年4月10日).
- 三輪哲二、神保道夫、伊達悦朗：「ソリトンの数理」、岩波書店、ISBN 978-4-00-005612-0 (2007年2月20日).
- 時弘哲治：「箱玉系の数理」、朝倉書店、ISBN 978-4-254-11733-2 (2010年1月25日).
- 井ノ口順一：「曲線とソリトン」、朝倉書店、ISBN 978-4-254-11734-9（2010年3月10日).
- 井ノ口順一：「曲面と可積分系」、朝倉書店、ISBN 978-4-254-11768-4 (2015年10月25日).
- 戸田盛和：「非線形格子力学」、岩波書店 (1978年12月5日). ※オンデマンド版あり、ISBN 978-4-00-730483-5 (2016年9月13日）。

#### 離散可積分系の文献
- 離散可積分系入門 (I) (PDF) 、九州大学産業技術数理研究センター第9回ワークショップ、離散可積分系・離散微分幾何チュートリアル
- 離散可積分系入門 (II) (PDF) 、九州大学産業技術数理研究センター第9回ワークショップ、離散可積分系・離散微分幾何チュートリアル
- 離散可積分系入門 (III) (PDF) 、九州大学産業技術数理研究センター第9回ワークショップ、離散可積分系・離散微分幾何チュートリアル